# Axinidium
Axinidium is een geslacht van kevers uit de familie van de loopkevers (Carabidae). De wetenschappelijke naam van het geslacht is voor het eerst geldig gepubliceerd in 1843 door Sturm.

## Soorten
Het geslacht Axinidium omvat de volgende soorten:
- Axinidium africanum Sturm, 1843
- Axinidium angulatum Basilewsky, 1963